# Врабец, Павел Николаевич
Па́вел Никола́евич Ва́ранди-Вра́бец (эст. Paul Varandi-Vrabets; 15 сентября 1913, Ревель — 5 августа 1974, Таллин) — латвийский, эстонский и советский актёр, театральный режиссёр. Заслуженный артист Эстонской ССР (1962).

## Биография
Родился в 1913 году в Ревеле (Российская империя). В 1930 году окончил Ревельскую городскую русскую гимназию. 
В 1931—19934 годах — актёр Таллинского русского театра. В 1936 году окончил актёрскую студию Юрия Завадского в Москве. В 1936–1937 годах — актёр Ростовского русского драматического театра.
В 1937—1939 годах — актёр Рижского русского театра, в 1939—1941 годах — актёр театра «Ванемуйне».
В начале Великой Отечественной войны — актёр в звании главного старшины в составе труппы Театра Балтийского флота, был награждён медалью «За оборону Ленинграда» (1943).
В 1943 году присоединился к находящемуся в эвакуации в Ярославле Государственному ансамблю Эстонии, с которым в 1943—1944 годах выступал на сцене Ярославского драмтеатра.
В 1944—1951 годах — директор Государственной филармонии Эстонской ССР в Таллине, в которой также выступал в качестве режиссёра-постановщика и актёра.
В 1951—1952 годах — режиссёр-постановщик Раквереского театра, в 1953—1954 — ведущий артист этого театра. В 1954—1956 — главный режиссёр театра в Кохтла-Ярве.
В 1956—1968 годах — актёр и режиссёр Государственного русского драматического театра Эстонской ССР.
Умер в 1974 году на 61-м году жизни в Таллине.

## Звания
- 1962 — Заслуженный артист Эстонской ССР[1].

## Семья
- Первая жена — в московский период до 1937 года — Ирина Анисимова-Вульф[3].
- Вторая жена — Ия Ууделепп[1].
- Дочь — Ия Раттисте.

## Фильмография
- 1957 — Июньские дни / Juunikuu päevad — Феликс Лаурисоо
- 1959 — Подводные рифы / Veealused karid — эпизод
- 1962 — Закон Антарктиды — Густав Гооц
- 1965 — Страница дневника (фильм-спектакль) — Богутовский
- 1968 — Люди в солдатских шинелях / Inimesed sõdurisinelis — эпизод
- 1971 — Возвращение к жизни — директор института